# Ron Randell
Ronald Egan Randell (8 de outubro de 1918 — 11 de junho de 2005) foi um ator norte-americano de teatro e cinema. Ele nasceu em Sydney, Austrália.
Aos 17 anos começou a carreira no rádio. Randell passou a atuar em dezenas de filmes ao longo dos 35 anos de carreira, incluindo Follow the Boys, The Longest Day, King of Kings, The Mississippi Gambler  e The She-Creature. Randell fez dezenas de aparições em programas de TV britânico e norte-americano, incluindo Bewitched, Mission: Impossible, Bonanza e Gunsmoke.

## Obras selecionadas

### Filmografia
- South West Pacific (1943) as U.S. Soldier
- To Have and Have Not (1944) as Naval Ensign (não creditado)
- Smithy (1946) as Charles Kingsford-Smith
- A Son Is Born (1946) as David Graham
- Bulldog Drummond at Bay (1947) as Hugh C. 'Bulldog' Drummond
- Bulldog Drummond Strikes Back (1947) as Bulldog Drummond
- It Had to Be You (1947) as Oliver H.P. Harrington
- The Sign of the Ram (1948) as Dr. Simon Crowdy
- The Mating of Millie (1948) as Ralph Galloway
- The Loves of Carmen (1948) as Andrés
- The Lone Wolf and His Lady (1949) as Michael Lanyard / The Lone Wolf
- Make Believe Ballroom (1949) as Leslie Todd
- Omoo-Omoo the Shark God (1949) as Jeff Garland
- Tyrant of the Sea (1950) as Lt. Eric Hawkins
- Counterspy Meets Scotland Yard (1950) as Agent Simon Langton
- Lorna Doone (1951) as Tom Faggus
- China Corsair (1951) as Paul Lowell
- The Brigand (1952) as Capt. Ruiz
- Captive Women (1952) as Riddon
- The Mississippi Gambler (1953) as George Elwood
- Kiss Me Kate (1953) as Cole Porter
- The Triangle (1953) as Sam (segment "American Duel")
- The Girl on the Pier (1953) as Nick Lane
- One Just Man (1954)
- I Am a Camera (1954) as Clive
- Desert Sands (1955) as Pvt. Peter Ambrose Havers
- Three Cornered Fate (1955) as Host
- Count of Twelve (1956) as Host
- Quincannon, Frontier Scout (1956) as Capt. Bell
- Bermuda Affair (1956) as Chuck Walters
- The She-Creature (1956) as Police Lt. Ed James
- Beyond Mombasa (1956) as Eliot Hastings
- The Hostage (1956) as Bill Trailer
- Morning Call (1957) as Frank Wenzel
- The Girl in Black Stockings (1957) as Edmund Parry
- Davy (1958) as George
- Most Dangerous Man Alive (filmed 1958, released 1961) as Eddie Candell
- King of Kings (1961) as Lucius
- The Phony American (1961) as Captain Smith, USAF
- The Longest Day (1962) as Joe Williams
- Follow the Boys (1963) as Lt. Cmdr. Ben Bradville
- Gold for the Caesars (1963) as Centurion Rufus
- Legend of a Gunfighter (1964) as Al Nutting
- Savage Pampas (1966) as Padrón
- To Chase a Million (1967) as Michael
- Whity (1971, German film) as Benjamin Nicholson
- The Seven Minutes (1971) as Merle Reid
- Exposed (1983) as Curt

### TV
- Four Star Playhouse (1954)